# Altorf

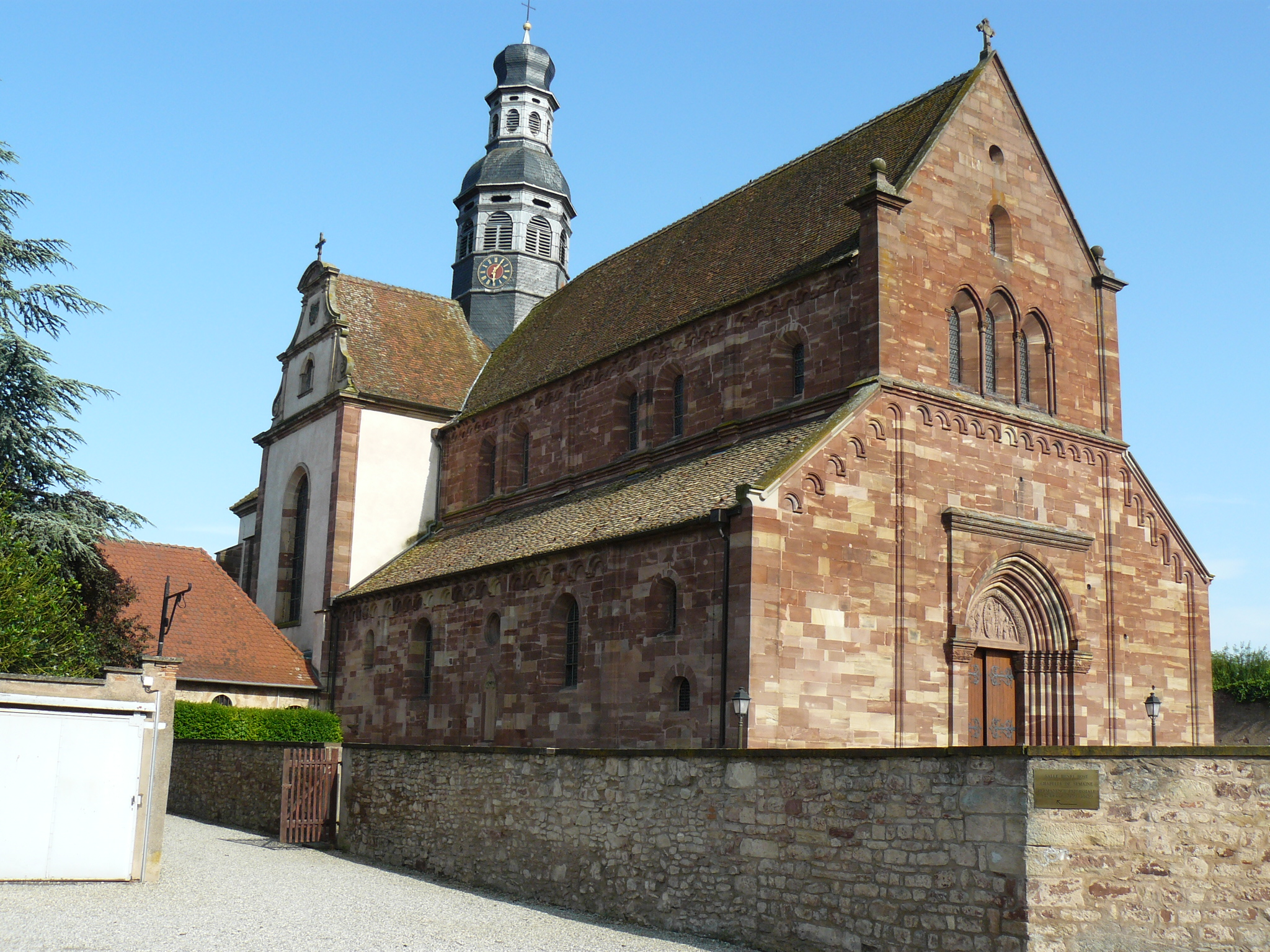
Former abbey church Saint-Cyriaque

Altorf (tiếng Đức: Altdorf) là một xã thuộc tỉnh Bas-Rhin trong vùng Grand Est đông bắc Pháp.